# Håkan Nordin
Håkan Nordin, född 15 januari 1961, är en svensk ishockeytränare och före detta ishockeyspelare, back, hockeyfostrad i Mora IK och slog igenom som ung talang i de yngre juniorlandslagen. Han var med och tog brons och guld i Junior 20 VM med juniorlandslaget åren 1980 och 1981. 1981 vann han sitt första SM-guld i spel med Färjestads BK. Det skulle bli ytterligare två SM-guld med Färjestad, 1986 och 1988. Han deltog i OS 1984 och erövrade en bronsmedalj med Tre Kronor.
Som hockeytränare har han bland annat arbetat som A-lagstränare i Grums IK i Division 1. Han jobbar som säljare på Nya Wermlands-Tidningen i Karlstad.

## Meriter
- Utsedd till bäste back i TV-pucken 1977
- SM-guld 1981, 1986, 1988
- Junior 20 VM-brons 1980
- Junior 20 VM-guld 1981
- Junior 20 VM – Uttagen i All Star Team 1981
- OS-brons 1984
- Listad av St. Louis Blues 1981 som nummer 36 totalt

## Klubbar
- Mora IK 1977-1980 Division 1
- Färjestads BK 1980-1988 Elitserien
- Västra Frölunda HC 1988-1990 Division 1 och Elitserien
- Färjestads BK 1990-1992 Division 1 och Elitserien
- Arvika HC 1992-1993 Division 1